# Skeleton en los Juegos Olímpicos
El skeleton en los Juegos Olímpicos se realizó por primera vez en Sankt Moritz 1928, pero no fue hasta Salt Lake City 2002 que se ha realizado consecutivamente. Son efectuadas competiciones en dos pruebas: masculina y femenina.
Tras el Campeonato Mundial, es la máxima competición internacional de skeleton. Es organizado por el Comité Olímpico Internacional (COI), junto con la Federación Internacional de Bobsleigh y Skeleton (IBSF).

## Historia
En Sankt Moritz 1928 se disputó la primera prueba olímpica de skeleton en la pista de hielo natural de Cresta Run, 10 deportistas compitieron en la prueba celebrada en tres mangas. Veinte años después, en Sankt Moritz 1948, se volvió a realizar en la misma pista la segunda competición olímpica de este deporte, contando en esta ocasión con 13 participantes.
En 2002 el COI decidió integrar plenamente este deporte dentro del programa oficial de los Juegos de invierno, con dos pruebas, la masculina y la femenina; contando con la participación de 26 deportistas masculinos y 13 femeninos. En las últimas ediciones, las plazas disponibles son para 30 hombres y 20 mujeres.

## Ediciones
| Núm. | Año                 | Sede                             | Instalación                                     |
| ---- | ------------------- | -------------------------------- | ----------------------------------------------- |
| I    | Sankt Moritz 1928   | Sankt Moritz ( Suiza)            | Cresta Run                                      |
| II   | Sankt Moritz 1948   | Sankt Moritz ( Suiza)            | Cresta Run                                      |
| III  | Salt Lake City 2002 | Salt Lake City ( Estados Unidos) | Parque Olímpico de Utah                         |
| IV   | Turín 2006          | Turín ( Italia)                  | Cesana Pariol                                   |
| V    | Vancouver 2010      | Vancouver ( Canadá)              | Whistler Sliding Centre                         |
| VI   | Sochi 2014          | Sochi ( Rusia)                   | Centro de Deportes de Deslizamiento Sanki       |
| VII  | Pyeongchang 2018    | Pyeongchang ( Corea del Sur)     | Centro de Deportes de Deslizamiento de Alpensia |
| VIII | Pekín 2022          | Yanqing ( China)                 | Circuito Nacional de Deportes de Deslizamiento  |

## Palmarés

### Masculino
| Núm. | Sede                | Oro                              | Plata                                        | Bronce                                |
| ---- | ------------------- | -------------------------------- | -------------------------------------------- | ------------------------------------- |
| I    | Sankt Moritz 1928   | Jennison Heaton · Estados Unidos | John Heaton · Estados Unidos                 | David Carnegie · Reino Unido          |
| II   | Sankt Moritz 1948   | Nino Bibbia · Italia             | John Heaton · Estados Unidos                 | John Crammond · Reino Unido           |
| III  | Salt Lake City 2002 | Jim Shea · Estados Unidos        | Martin Rettl · Austria                       | Gregor Stähli · Suiza                 |
| IV   | Turín 2006          | Duff Gibson · Canadá             | Jeffrey Pain · Canadá                        | Gregor Stähli · Suiza                 |
| V    | Vancouver 2010      | Jon Montgomery · Canadá          | Martins Dukurs · Letonia                     | Alexandr Tretiakov · Rusia            |
| VI   | Sochi 2014          | Alexandr Tretiakov · Rusia       | Martins Dukurs · Letonia                     | Matthew Antoine · Estados Unidos      |
| VII  | Pyeongchang 2018    | Yun Sung-Bin · Corea del Sur     | Nikita Tregubov · Atletas Olímpicos de Rusia | Dominic Parsons · Reino Unido         |
| VIII | Pekín 2022          | Christopher Grotheer · Alemania  | Axel Jungk · Alemania                        | Yan Wengang · República Popular China |

### Femenino
| Núm. | Sede                | Oro                             | Plata                              | Bronce                          |
| ---- | ------------------- | ------------------------------- | ---------------------------------- | ------------------------------- |
| I–II | —                   | No realizado                    | No realizado                       | No realizado                    |
| III  | Salt Lake City 2002 | Tristan Gale · Estados Unidos   | Lea Ann Parsley · Estados Unidos   | Alexandra Coomber · Reino Unido |
| IV   | Turín 2006          | Maya Pedersen-Bieri · Suiza     | Shelley Rudman · Reino Unido       | Mellisa Hollingsworth · Canadá  |
| V    | Vancouver 2010      | Amy Williams · Reino Unido      | Kerstin Szymkowiak · Alemania      | Anja Huber · Alemania           |
| VI   | Sochi 2014          | Elizabeth Yarnold · Reino Unido | Noelle Pikus-Pace · Estados Unidos | Yelena Nikitina · Rusia         |
| VII  | Pyeongchang 2018    | Elizabeth Yarnold · Reino Unido | Jacqueline Lölling · Alemania      | Laura Deas · Reino Unido        |
| VIII | Pekín 2022          | Hannah Neise · Alemania         | Jaclyn Narracott · Australia       | Kimberley Bos · Países Bajos    |

## Medallero histórico
- Actualizado a Pekín 2022.

| Núm. | País                    | Oro | Plata | Bronce | Total |
| ---- | ----------------------- | --- | ----- | ------ | ----- |
| 1    | Estados Unidos          | 3   | 4     | 1      | 8     |
| 2    | Reino Unido             | 3   | 1     | 5      | 9     |
| 3    | Alemania                | 2   | 3     | 1      | 6     |
| 4    | Canadá                  | 2   | 1     | 1      | 4     |
| 5    | Rusia                   | 1   | 1     | 2      | 4     |
| 6    | Suiza                   | 1   | 0     | 2      | 3     |
| 7    | Corea del Sur           | 1   | 0     | 0      | 1     |
| 7    | Italia                  | 1   | 0     | 0      | 1     |
| 9    | Letonia                 | 0   | 2     | 0      | 2     |
| 10   | Australia               | 0   | 1     | 0      | 1     |
| 10   | Austria                 | 0   | 1     | 0      | 1     |
| 12   | República Popular China | 0   | 0     | 1      | 1     |
| 12   | Países Bajos            | 0   | 0     | 1      | 1     |
|      | TOTAL                   | 14  | 14    | 14     | 42    |

1. ↑  Incluye las medallas obtenidas por los Atletas Olímpicos de Rusia.

## Deportistas con más de una medalla
- Actualizado a Pekín 2022.

| Núm. | Deportista         | País           | Años      | Oro | Plata | Bronce | Total |
| ---- | ------------------ | -------------- | --------- | --- | ----- | ------ | ----- |
| 1    | Elizabeth Yarnold  | Reino Unido    | 2014–2018 | 2   | 0     | 0      | 2     |
| 2    | Alexandr Tretiakov | Rusia          | 2010–2014 | 1   | 0     | 1      | 2     |
| 3    | John Heaton        | Estados Unidos | 1928–1948 | 0   | 2     | 0      | 2     |
| 3    | Martins Dukurs     | Letonia        | 2006–2014 | 0   | 2     | 0      | 2     |
| 5    | Gregor Stähli      | Suiza          | 2002–2006 | 0   | 0     | 2      | 2     |